# Forest (Ohio)
Forest é uma vila localizada no estado norte-americano de Ohio, no Condado de Hardin.

## Demografia
Segundo o censo norte-americano de 2000, a sua população era de 1488 habitantes.
Em 2006, foi estimada uma população de 1448, um decréscimo de 40 (-2.7%).

## Geografia
De acordo com o United States Census Bureau tem uma área de
3,1 km², dos quais 3,1 km² cobertos por terra e 0,0 km² cobertos por água. Forest localiza-se a aproximadamente 281 m acima do nível do mar.

## Localidades na vizinhança
O diagrama seguinte representa as localidades num raio de 12 km ao redor de Forest.